# Asakuchi
Asakuchi (jap. 浅口市 Asakuchi-shi) – miasto w Japonii, na wyspie Honsiu, w prefekturze Okayama.

## Położenie
Leży w południowej części prefektury nad Morzem Wewnętrznym (Seto-naikai), graniczy z miastami:
- Kurashiki
- Kasaoka

## Historia
Miasto powstało 2006 roku z połączenia miasteczek Kamogata, Konkō i Yorishima.

## Miasta partnerskie
- Chiny: Gao’an
- Australia: City of Tea Tree Gully